# Santa Clarita Diet
Santa Clarita Diet är en amerikansk tv-serie skapad av Victor Fresco för streamingtjänsten Netflix, med Drew Barrymore och Timothy Olyphant i huvudrollerna. Serien handlar om mäklarna Joel och Sheila Hammond vars normala, tråkiga liv förändras dramatiskt när Sheila visar symptom på att ha blivit en zombie. Familjen har ingen förklaring till Sheilas förändrade tillstånd, hennes nya begär efter mänskligt kött och hennes radikalt förändrade, impulsiva personlighet. Medan de tvingas hantera konsekvenserna av hennes uppförande söker de desperat efter ett botemedel.
Serien hade premiär den 3 februari 2017. Den första säsongen, som består av 10 avsnitt, fick generellt positiva recensioner. Den 29 mars 2017 avslöjade Netflix att en andra säsong skulle släppas, som hade premiär den 23 mars 2018. Den 29 mars 2019 hade den tredje säsongen premiär, liksom de två andra säsongerna hade den tredje 10 avsnitt. Den 26 april 2019 annonserades beslutat att lägga ned serien efter säsong tre. 

## Handling
Joel och Sheila Hammond är ett par vanliga fastighetsmäklare som bor i en förort till Santa Clarita, en förstad till Los Angeles i Kalifornien. Paret möter en rad hinder när Sheila genomgår en metamorfos, blir odöd och behöver äta mänskligt kött. När Joel och familjen försöker hjälpa Sheila genom detta måste de ta itu med grannar och normer och även gå till botten med ett potentiellt mytologiskt mysterium.